# San Pedro de Huaylloco
San Pedro de Huaylloco (auch kurz: Huailloco) ist eine Ortschaft im Departamento Oruro im Hochland des südamerikanischen Andenstaates Bolivien.

## Lage im Nahraum
San Pedro de Huaylloco ist zentraler Ort des Kanton San Pedro de Huaylloco im Municipio Corque in der Provinz Carangas. Die Ortschaft liegt auf einer Höhe von 3787 m am Ostrand der südlichen Ausläufer der Serranía de Huayllamarca, eines etwa 100 km langen Höhenrückens, der sich auf dem Altiplano in nordwestlich-südöstlicher Richtung erstreckt.

## Geographie
San Pedro liegt im andinen Trockenklima des Altiplano, zwischen den Höhenzügen der Cordillera Oriental und der Cordillera Occidental. Das Klima der Region ist ein typisches Tageszeitenklima, bei dem die mittleren Temperaturen im Tagesverlauf stärker schwanken als im Jahresverlauf.
Die Jahresdurchschnittstemperatur liegt bei gut 7 °C (siehe Klimadiagramm Corque), die monatlichen Durchschnittswerte schwanken zwischen 3 °C im Juni/Juli und etwa 10 °C von Dezember bis Februar. Der mittlere Jahresniederschlag beträgt knapp 300 mm und fällt zu 80 Prozent in den Monaten Dezember bis März, der Rest des Jahres ist arid mit Monatswerten von weniger als 15 mm.

## Verkehrsnetz
San Pedro de Huaylloco liegt in einer Entfernung von 103 Straßenkilometern südwestlich von Oruro, der Hauptstadt des gleichnamigen Departamentos.
Von Oruro aus führt die Nationalstraße Ruta 12 in südwestlicher Richtung 62 Kilometer über Toledo bis Villa Copacabana. Von dort zweigt eine asphaltierte Landstraße nach Süden ab, die über Laca Laca Quita Quita nach Andamarca und weiter über Eduardo Avaroa nach Orinoca führt, dem Geburtsort des ersten indigenen Präsidenten Boliviens, Evo Morales. Sieben Kilometer südlich von Laca Laca zweigt eine Landstraße nach Westen ab, über die man nach sechs Kilometern San Pedro de Huaylloco erreicht.

## Bevölkerung
Die Einwohnerzahl der Ortschaft ist in dem Jahrzehnt zwischen den beiden letzten Volkszählungen um etwa ein Fünftel angestiegen:
| Jahr | Einwohner         | Quelle       |
| ---- | ----------------- | ------------ |
| 1992 | keine Detaildaten | Volkszählung |
| 2001 | 234               | Volkszählung |
| 2012 | 289               | Volkszählung |
| 2024 |                   | Volkszählung |

Die Region weist einen hohen Anteil indigener Bevölkerung auf, im Municipio Corque sprechen 89,7 Prozent der über 6-Jährigen Aymara.